# محمد مکشر
محمد مکشر (عربی: محمد مكشر؛ زادهٔ ۲۵ مهٔ ۱۹۷۵) یک بازیکن فوتبال اهل تونس است.